# Alexandre Dumas der Ältere

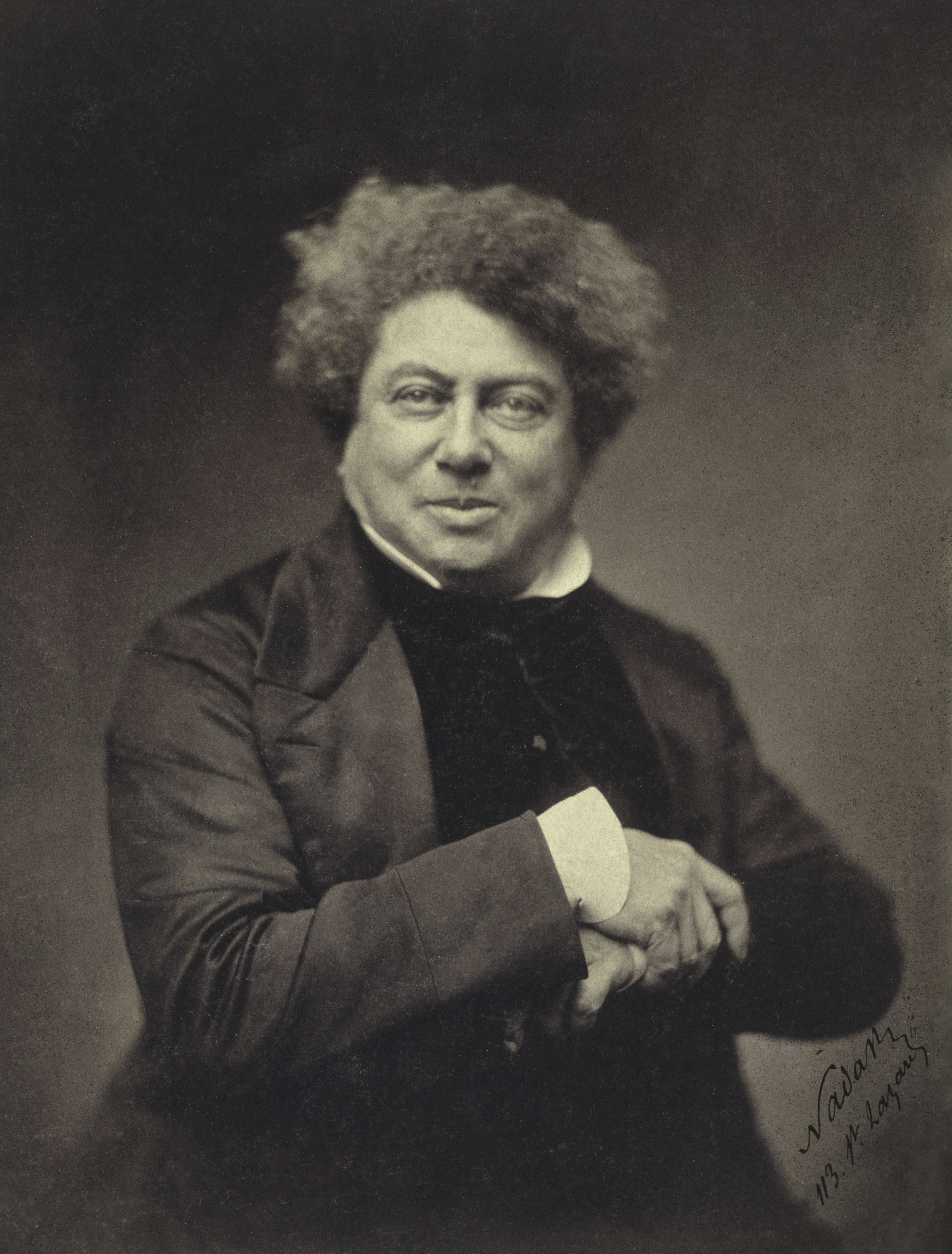
Alexandre Dumas der Ältere;
Fotografie von Nadar, 1855

Alexandre Dumas [alɛksɑ̃dʁ dymɑ] (* 24. Juli 1802 als Dumas Davy de la Pailleterie in Villers-Cotterêts, Département Aisne; † 5. Dezember 1870 in Puys bei Dieppe, Département Seine-Maritime), im Deutschen auch bekannt als Alexandre Dumas der Ältere, war ein französischer Schriftsteller und Vater von Alexandre Dumas dem Jüngeren. Heute ist er vor allem durch seine zu Klassikern gewordenen historischen Romane bekannt, etwa Die drei Musketiere und Der Graf von Monte Christo.

## Leben und Schaffen

### Herkunft

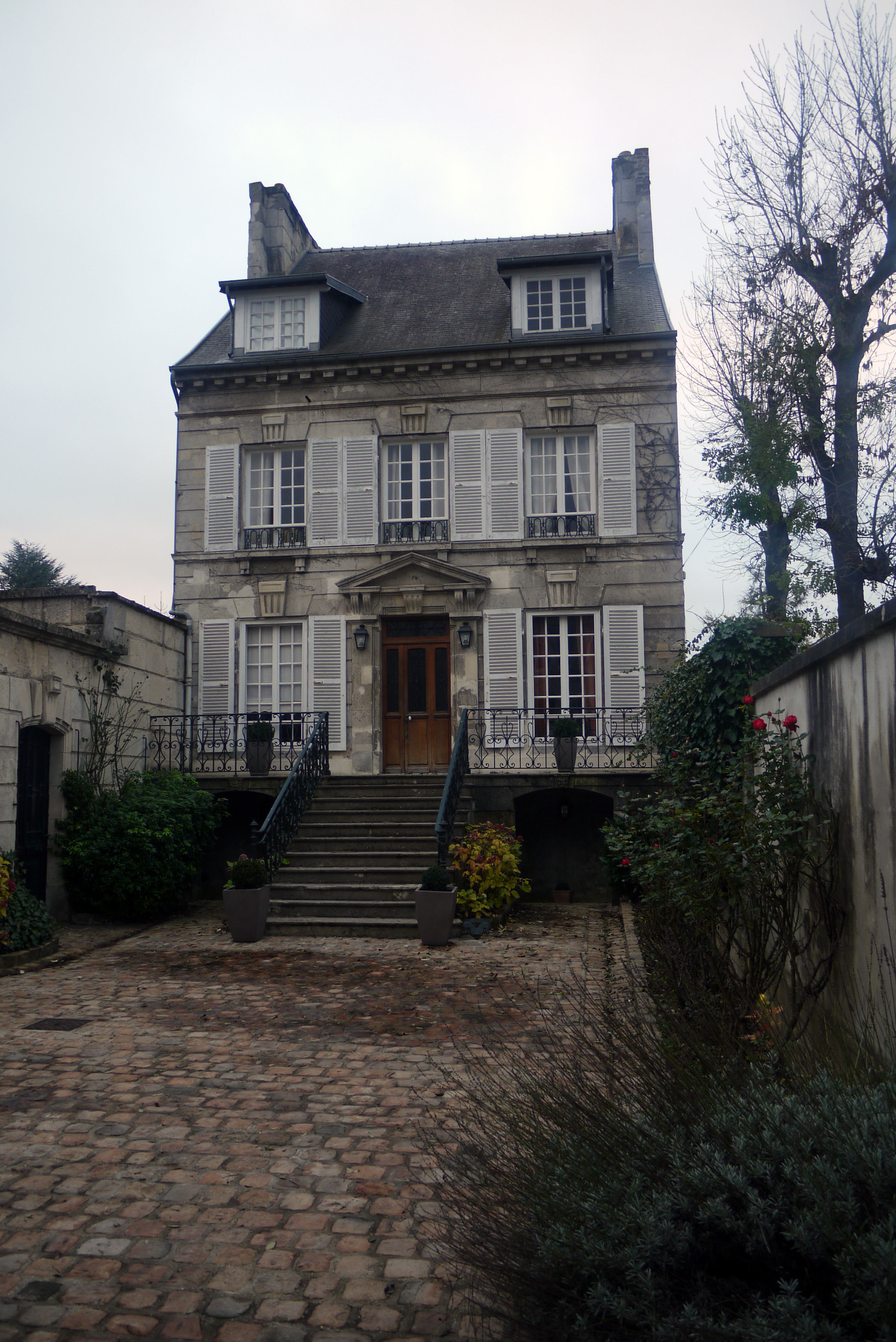
Geburtshaus in Villers-Cotterêts, Rue Lormet 46

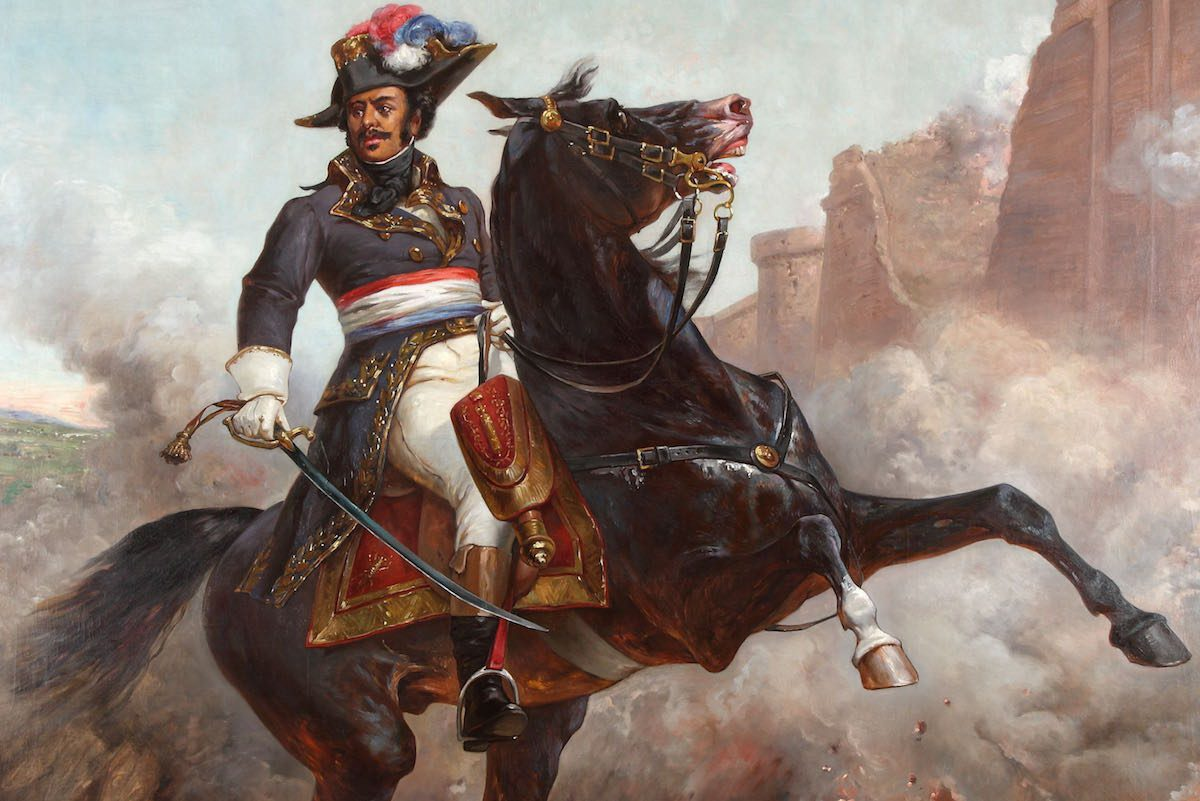
General Thomas Alexandre Dumas (1762–1806), Vater von Alexandre Dumas

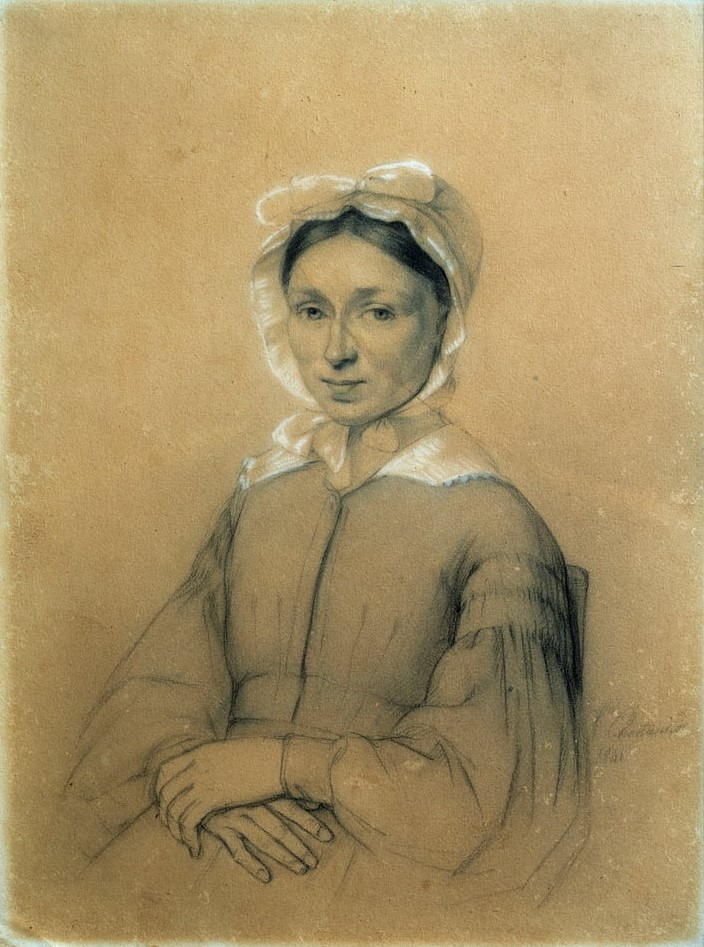
Marie Dumas, geb. Labouret, Mutter von Alexandre Dumas, 1841

Dumas war der Sohn des Generals Thomas Alexandre Dumas und der Gastwirtstochter Marie Labouret, die 1792 heirateten, nachdem sein Vater während eines längeren Aufenthalts seines Regiments in Villers-Cotterêts sie kennengelernt hatte. Da sein Vater verstarb, als Dumas erst vier Jahre alt war, kehrte seine Mutter in ihr Elternhaus zurück und Dumas und seine Schwester wurden von den Großeltern mütterlicherseits großgezogen.
Sein Vater war der Sohn des Marquis Alexandre Davy de la Pailleterie, der sich um 1760 längere Zeit bei einem jüngeren Bruder, Plantagenbesitzer auf Saint-Domingue (heute Haiti), aufgehalten hatte. Marquis Alexandre Davy de la Pailleterie zeugte mit der schwarzen Sklavin Marie-Césette Dumas vier Kinder. Gegen 1775 wurden Mutter und Kinder als Sklaven verpfändet. Davy de la Pailleterie kehrte nach Frankreich zurück. Wenig später löste er das jüngste Kind, Thomas Alexandre (* 1762), aus, holte den Jungen nach Frankreich und nahm ihn als legitimen Sohn an. 1786 überwarf sich Thomas Alexandre mit seinem Vater kurz vor dessen Tod. Er trat unter dem Namen Thomas Alexandre Dumas als einfacher Dragoner in die Armee ein. Während des Ägyptenfeldzugs fiel er bei Napoleon Bonaparte in Ungnade und geriet bei dem Versuch, vorzeitig nach Frankreich zurückzukehren, im feindlichen Königreich Neapel in Gefangenschaft. Nach seiner Freilassung wurde er bald Vater eines Jungen, Alexandre Dumas. 1812 gelang es der Mutter, das Adelsprädikat ihres zehnjährigen Sohnes bestätigen zu lassen. Er selbst scheint es aber kaum verwendet zu haben.
Heute gibt es nur noch wenige Nachfahren von Dumas, unter anderem in den Vereinigten Staaten und in Deutschland.

### Leben

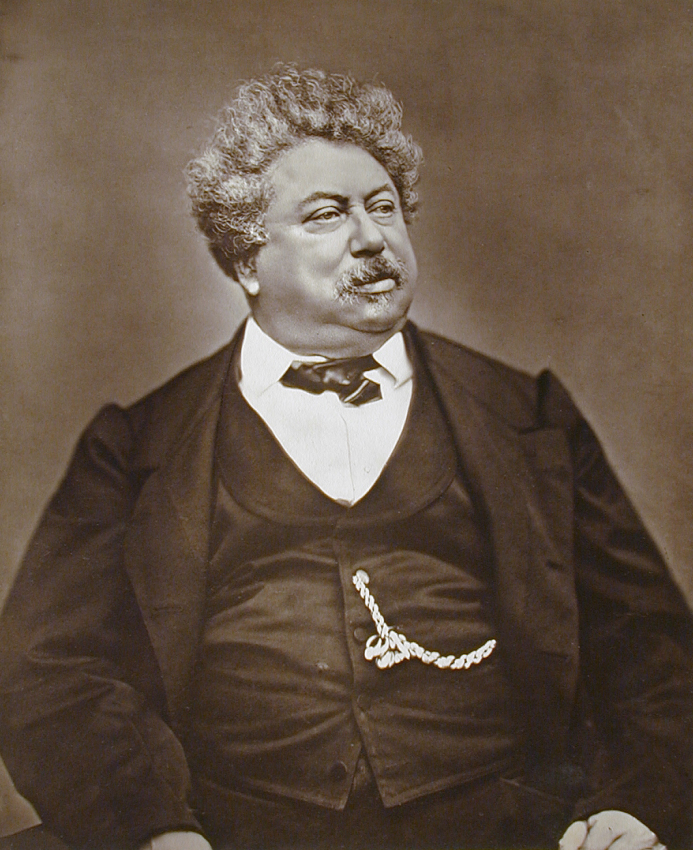
Alexandre Dumas der Ältere, Fotografie von Étienne Carjat

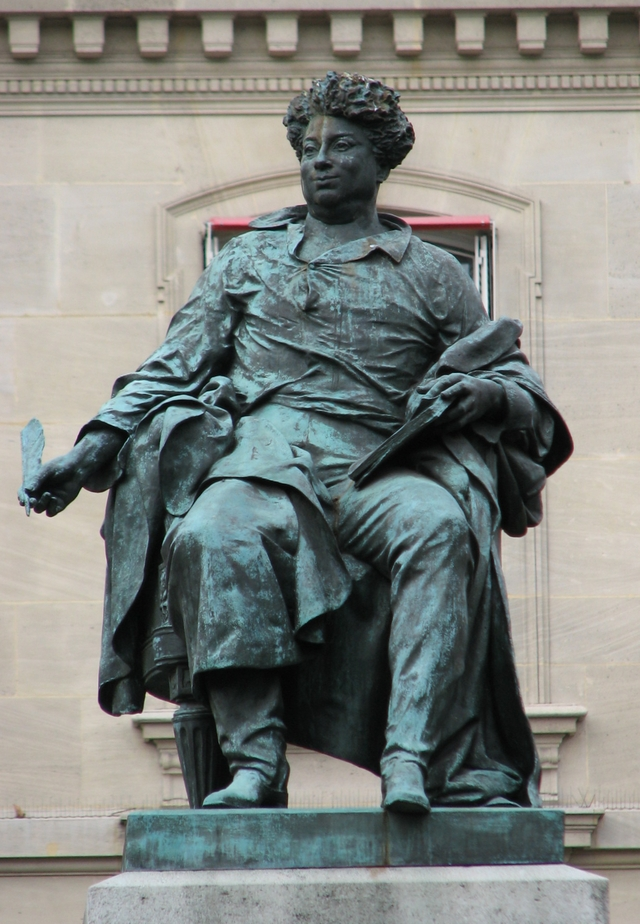
Dumas-Denkmal in Paris

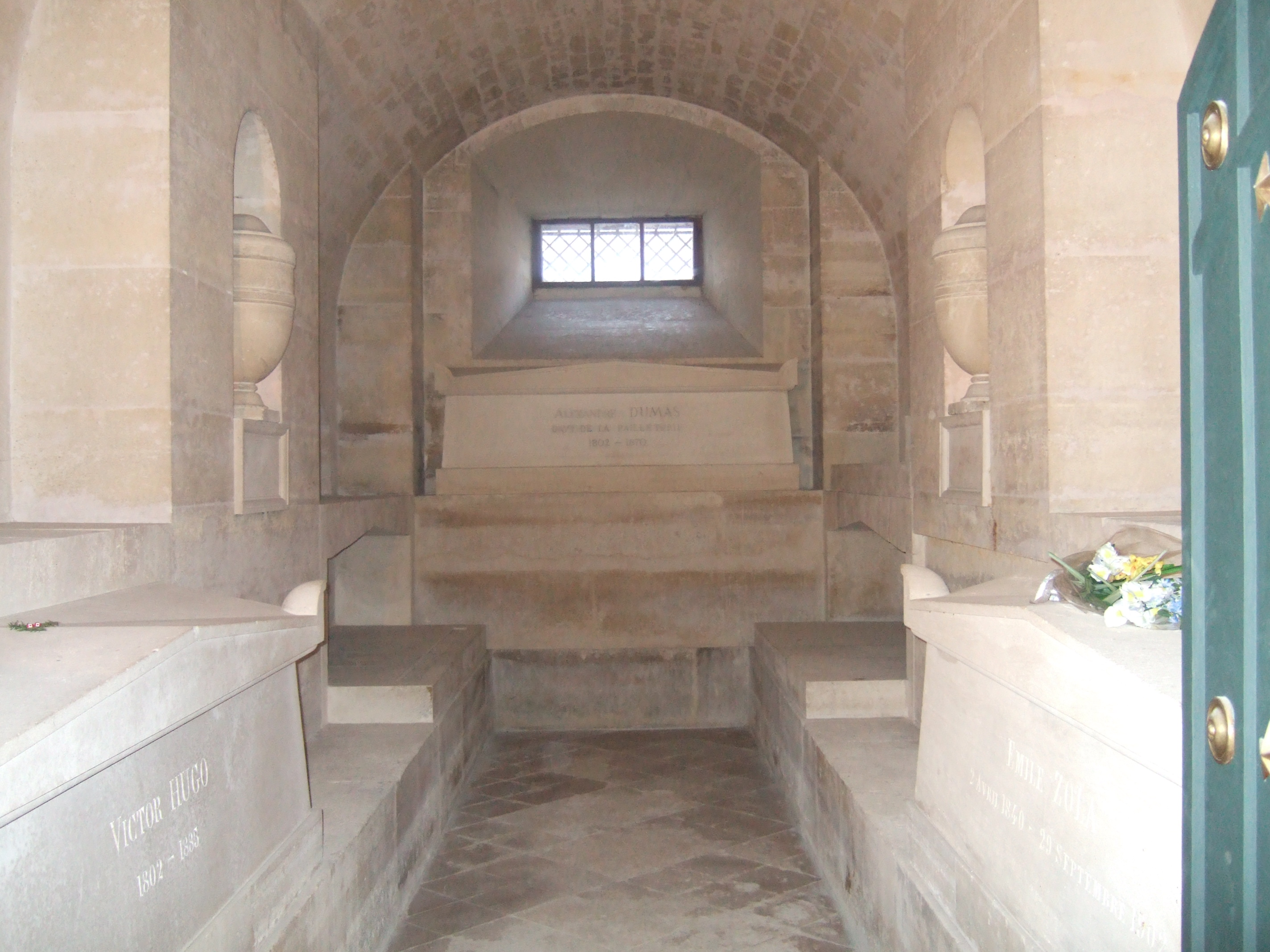
Die Grabkammer von Alexandre Dumas, Victor Hugo und Émile Zola im Pariser Pantheon

Eine gute Schulbildung erhielt Dumas nicht, vielmehr musste er mit 14 Jahren die Stelle eines Schreibers bei einem Notar annehmen. Er entdeckte jedoch früh sein schriftstellerisches Talent und versuchte sich zusammen mit einem Freund als Stückeschreiber. 1822 ging er nach Paris, wo ihm seine schöne Handschrift (was damals ein Kapital war) und die Vermittlung eines Generalskollegen seines Vaters einen Posten im Büro des Duc d’Orléans verschaffte, des späteren „Bürgerkönigs“ Louis-Philippe I. 1824 wurde er Vater eines unehelichen Sohnes: des späteren Autors Alexandre Dumas des Jüngeren. 1825 verdiente er sein erstes Honorar als Co-Autor eines Stücks, 1826 beteiligte er sich an der Abfassung eines ebenfalls aufgeführten Vaudevilles. Daneben betätigte er sich als Lyriker sowie als Journalist. Spätestens seit 1828 hatte er Zugang zum Salon des Autors Charles Nodier, wo er die erste Generation der Romantiker kennenlernte, darunter Victor Hugo. Ein erstes historisches Stück um Königin Christina von Schweden wurde 1828 zwar angenommen, aber nicht aufgeführt.
Schlagartig bekannt wurde Dumas dann 1829 durch sein romantisches Drama Henri III et sa cour (Heinrich III. und sein Hof). Diesem ließ er zahlreiche weitere Stücke folgen, die er mehr und mehr wieder in Zusammenarbeit mit anderen verfasste, zum Beispiel 1837 und 1839 mit Gérard de Nerval. Eher autobiografisch waren die Stücke Antony (1831), das um das ihm vertraute Skandalthema Ehebruch kreist, und das erfolgreiche Kean, ou Désordre et génie (Kean oder Unordnung und Genie, 1836), wo sich Dumas in die Figur des berühmten englischen Schauspielers Edmund Kean projiziert (von Jean-Paul Sartre 1953 neu bearbeitet). Sein größter Bühnenerfolg wurde 1839 Mademoiselle de Belle-Isle, das bis 1844 über 400-mal aufgeführt wurde.
1830 war Dumas aktiv an der Julirevolution beteiligt. Schon 1832 jedoch ging er auf Distanz zu seinem ehemaligen Protektor König Louis-Philippe. Dies hinderte ihn nicht, 1833 seinen neuen Status als Erfolgsautor mit einem Fest für die Pariser Literatenkollegen zu demonstrieren.
Am 17. Oktober 1834 lieferte sich Dumas ein Pistolenduell mit dem jungen Schriftsteller Frédéric Gaillardet. Dumas hatte ein Drama Gaillardets für das Theater bearbeitet, was Streitigkeiten um die alleinige Urheberschaft des Stückes nach sich zog. Nach einem gescheiterten Vermittlungsversuch hatte Gaillardet Dumas schließlich auf Pistole gefordert. Beide Kugeln verfehlten bei der Austragung ihr Ziel.
1835 hatte er begonnen, sich im modischen Genre der Novelle als Erzähler zu versuchen. 1838 begegnete er dem jungen, heute weniger bekannten Autor Auguste Maquet (1813–1888), mit dem zusammen er sich auf Romane verlegte. Wirklich populär wurde er nach 1840, als er zunächst mit Maquet sowie mehr und mehr in Serienproduktion mit zusätzlichen Angestellten begann, spannende Abenteuerromane zu verfertigen (insgesamt ca. 600 Bände), die in der Regel zuerst als Feuilletonromane erschienen, bevor sie als Bücher gedruckt und zum Teil anschließend für die Bühne adaptiert (und im 20. Jahrhundert verfilmt) wurden.
Daneben verfolgte Dumas vielfältige politische, unternehmerische und private Aktivitäten, so dass er trotz seiner beachtlichen Einkünfte oftmals in Schulden geriet, denen er sich zum Teil durch längere Auslandsaufenthalte zu entziehen versuchte, darunter 1846 in Spanien und im Maghreb, von 1851 bis 1853 in Belgien, 1858 und 1859 in Russland und von 1860 bis 1864 in Italien, wo er sich im Umkreis von Giuseppe Garibaldi bewegte. Er unterstützte die italienischen Revolutionäre in schriftlicher Form wie durch den Erwerb von Waffen auf seine persönlichen Kosten. Zum Dank machte Garibaldi Dumas am 5. September 1860 zum Direktor ehrenhalber der Ausgrabungen von Pompeji, ohne jedoch den hauptamtlichen Leiter Domenico Spinelli wirklich zu ersetzen. Dennoch regte Dumas verschiedentliche Grabungs- und Restaurationsprojekte an und führte erstmals ein Eintrittsgeld für die Besichtigung der Grabungen ein. Nachdem im Zuge der Einigung Italiens ein Königreich entstanden und in diesem Zuge mit Giuseppe Fiorelli ein neuer Grabungsdirektor für Pompeji berufen worden war, endete zum 7. Dezember 1860 auch Dumas’ Zeit als Grabungsleiter ehrenhalber. Seine Reisen wiederum pflegte er in damals bei Presse und Verlagen begehrten Reisereportagen zu verarbeiten, die er anschließend zusätzlich in Buchform herausgab. Sein bewegtes Leben vermarktete er ebenfalls, nämlich in den vielbändigen Mémoires (1852–1854 in Brüssel publiziert).
Zur zweihundertsten Wiederkehr seines Geburtsjahres wurden seine Gebeine ins Pariser Pantheon überführt und dort am 30. November 2002 beigesetzt. Die Ehrung wurde als politisches Signal gegen Rassismus verstanden, denn zu Lebzeiten wurde Dumas wegen seiner dunklen Hautfarbe und seiner Abstammung häufig geschmäht.

## Werke
Ein Markenzeichen von Dumas’ Romanen sind fiktive oder pseudohistorische Protagonisten (zum Beispiel der Musketier d’Artagnan), deren Abenteuer in einen Kontext historischer Ereignisse (zum Beispiel die Belagerung von La Rochelle (1627–1628)) und historischer Persönlichkeiten (zum Beispiel Kardinal-Minister Richelieu) gestellt werden. Die bekanntesten, immer wieder aufgelegten und nicht nur von Jugendlichen gelesenen Romane sind: Les trois mousquetaires (Die drei Musketiere, 1844), Vingt ans après (Zwanzig Jahre danach, 1845), La reine Margot (Königin Margot, 1845), Le comte de Monte-Cristo (Der Graf von Monte Christo, 1845–1846), Le Vicomte de Bragelonne ou L’homme au masque de fer (Der Mann mit der eisernen Maske) und Le collier de la reine (Das Halsband der Königin, 1848–1850). Viele wesentliche Episoden und Persönlichkeiten in seinen Werken sind durch das Leben und die militärische Laufbahn seines Vaters inspiriert worden. „Der am meisten von seinem Vater inspirierte Roman Dumas’ ist sicherlich ‚Georges‘“ (Tom Reiss), „der politischste“ seiner Romane, in dem er außerdem zum ersten und letzten Mal Rassismus, Sklaverei und Kolonialismus zum Thema machte.

### Theaterstücke (Auswahl)
- Henri III et sa cour
- La Tour de Nesle (Der Nesle-Turm [in der alten Pariser Stadtmauer])
- Napoléon Bonaparte
- Antony
- Kean, ou désordre et génie (1953 von Jean-Paul Sartre bearbeitet)
- Caligula (mit Gérard de Nerval)
- L’Alchimiste (mit Gérard de Nerval)
- La Tulipe noire (Die schwarze Tulpe)
- Histoire d’un casse-noisette (Die Geschichte eines Nussknackers)
- La Belle Isabeau (Die schöne I.)
- Les Quarante-Cinq (Die 45)
- Les demoiselles de Saint Cyr (von Engelbert Humperdinck unter dem Titel Die Heirat wider Willen als Oper bearbeitet; Uraufführung 1905 in Berlin unter der musikalischen Leitung von Richard Strauss)

### Abenteuerromane (Auswahl)
- Le Capitaine Pamphile (1839); ursprünglich (1834) als Sammlung von Kurzgeschichten begonnen, später als lose komponierter Roman (Nachwort) veröffentlicht
  - nach fast 150 Jahren (Kollmann, Leipzig 1847) wieder 2007 in deutscher Übersetzung unter dem Titel Kapitän Pamphile im Manesse-Verlag erhältlich; ISBN 978-3-7175-2112-9.
- Georges. Dumont, Paris 1843.
  - deutsch: George Verlag J. Gnadenfeld Berlin 1890; Neuausgabe unter dem Titel Georges mit aktuellem Vorwort. Comino Verlag, Berlin 2020, ISBN 978-3-945831-28-1.
- Les trois mousquetaires (1843/44)
  - deutsch: Die drei Musketiere (1845).
- Louis XIV. et son siècle (1844)
  - deutsch: Ludwig XIV. und sein Jahrhundert, übersetzt von Strahlheim, Druck und Verlag des Verlags-Comptoirs, Grimma 1845, deutsche Erstausgabe
- Vingt ans après (1845); deutsch: Zwanzig Jahre später.
- Le Vicomte de Bragelonne (1845/46); deutsch unter den Titeln Der Vicomte von Bragelonne, Zehn Jahre später und Der Mann mit der eisernen Maske.
- La reine Margot (1845) (Digitalisat); Vorlage für den gleichnamigen französischen Film, deutsch synchronisiert als Die Bartholomäusnacht., deutsch unter den Titeln Die Königin Margot und Die Bartholomäusnacht
- Le comte de Monte-Cristo (1845/46); Der Graf von Monte Christo. Erste Deutsche Gesamtausgabe, übersetzt von A. Moshamer, Hartleben’s Verlags-Expedition  1847.
- La Dame de Monsoreau (1846); deutsch Die Dame von Monsoreau. Aus dem Französischen von August Zoller, 4 Bände, Verlag der Franckh’schen Buchhandlung, Stuttgart 1846
- Mémoires d’un médecin (1846/55); Memoiren eines Arztes (sofort ins Deutsche übersetzt).
- La Tulipe noire (1850); Die schwarze Tulpe.  ISBN 978-3-945796-20-7.
- Histoire d’un casse-noisette.
- La Belle Isabeau.
- El Salteador (1854)
- Les Quarante-Cinq.  ISBN 2-221-06456-9.
- Joseph Balsamo (1853); auch Giuseppe Balsamo, (sein Pseudonym war Alessandro Graf von Cagliostro *1743–†1795)
- Le chevalier de Sainte-Hermine. Als Feuilletonroman im Moniteur universel erschienen und lange als verschollen angesehen, wobei man sogar an der Existenz des Werks zweifeln konnte; auf Französisch zum ersten Mal 2005 veröffentlicht, seit April 2009 auch in Deutsch erhältlich als Der Graf von Sainte-Hermine, ISBN 3-7645-0227-4.
- La terreur prussienne (1867); als Feuilletonroman im La Situation erschienen; deutsche Nacherzählung Der Schleier im Main (2004) ISBN 3-453-47028-1.
- Les Compagnons de Jéhu (1856); Verfilmung in Deutschland als Das Geheimnis der weißen Masken.
- Horror in Fontenay. Deutsche Erstausgabe: Diogenes-Verlag  1977.

### Historische Romane (Auswahl)
- Cäsar. Deutsche Erstausgabe Bastei Lübbe 2000.
- Napoleon Bonaparte. Übersetzt von Heinrich Elsner, Verlag von Th. Knaur Nachf.; bearbeitet von Max Pannwitz, Berlin 1910, Nachdruck, Bremen 2010.
- Lady Hamilton. (1865), deutsch: Schreitersche Verlagsbuchhandlung  1925.
- Burg Eppstein. Historischer Roman. 1. Auflage. Frankfurt 2010, ISBN 978-3-7973-1227-3.
- Les Drames de la mer.(1852); deutsch: Schiffbrüche. Wahre Geschichten. Aus dem Französischen von Nicola Denis, Matthes & Seitz Berlin 2012.
- La Terreur prussienne.(1867, Fortsetzungsroman im Journal „La Situation“); deutsch: Der Schleier im Main, 2 Bände 1868; gekürzte Nacherzählung von Clemens Bachmann, Frankfurt 2004.

### Reiseliteratur (Auswahl)
- Eine Reise an die Ufer des Rheins im Jahre 1838. (Deutsche Erstausgabe 1999 Diana Verlag).
- Reiseerinnerungen aus der Schweiz. (Gutenberg-Verlag, Hamburg 1928).
- Reise in den Kaukasus. (Gutenberg-Verlag, Hamburg 1928).
- Nach Spanien und Nordafrika. (Hoffmann & Campe-Verlag, Hamburg 1969).
- Reise durch Rußland. (Rütten & Loening, Berlin 1968).

### Novellen (Auswahl)
- Gabriel Lambert. (autobiografische Anlage).
- Die Dame mit dem Samthalsband. Eulenspiegel Verlag, Berlin 1990, ISBN 3-359-00368-3.
- Die Geschichte vom Kirchenräuber Artifaille. Aus dem Französischen übersetzt und mit einem Nachwort versehen von Ulrich Klappstein. JMB-Verlag, Hannover 2012, ISBN 978-3-940970-23-7
- Teure Hedwig. Aus dem Französischen übersetzt von Conrad Wilhelm Ludwig Wesché. Calambac Verlag. Saarbrücken, 2021. ISBN 978-3-943117-15-8.

### Zur französischen Küche
- Gourmandises / Leckerbissen aus der Enzyklopädie der Küche. dtv, München 1969 / 1982, ISBN 3-423-09070-7.
- 2002 erschien bei dtv eine Auswahl: Aus dem Wörterbuch der Kochkünste (Originaltitel: Le Grand dictionnaire de cuisine 1871, übersetzt von Joachim Schultz) dtv, München 2002, ISBN 978-3-423-20535-1.
- Das große Wörterbuch der Kochkunst. (Originaltitel: Le Grand dictionnaire de cuisine, übersetzt von Veronika Baiculescu, herausgegeben von Veronika und Michael Baiculescu), Mandelbaum, Wien 2006, ISBN 3-85476-196-1; Neuausgabe 2019, ISBN 978-3-85476-855-5 („Die unerhörtesten und sprühendsten Anekdoten zur Küche der Völker … sollten hier Eingang finden und doch die Praktiker nicht allzusehr abschrecken“).

## Ehrungen
- Am 30. November 2002 wurden seine Gebeine ins Pariser Pantheon überführt.[8]

## Film
- Alexandre Dumas – Erfundenes Leben, gelebter Roman, ZDF/ARTE-Dokumentation 2002, Regie: Holger Preusse